# Processus ptérygoïde
Les processus ptérygoïdes (ou apophyses ptérygoïdes) de l'os sphénoïde (du grec ptéryx, ptérygos, "aile"), sont deux prolongements osseux symétriques se détachant vers le bas et verticalement de la face inférieure du corps du sphénoïde à son union avec les grandes ailes de l'os sphénoïde.

## Description
Chaque processus nait de deux racines : une médiale sur la face inférieure du corps du sphénoïde et une latérale dans la continuité de la face infra-temporale de la grande aile.
Entre les deux racines se trouve une petite dépression ovale donnant insertion au muscle tenseur du voile du palais : la fosse scaphoïde. Au dessus de la fosse s'ouvre l'orifice antérieur du  canal ptérygoïdien donnant passage au nerf et vaisseaux du canal ptérygoïdien.
Chaque racine se poursuit vers le bas par une lame osseuse : la racine médiale par la lame médiale du processus ptérygoïde, la latérale par la lame latérale du processus ptérygoïde.
Les deux lames sont unies sur la moitié supérieure de leur bord antérieur jusqu'à l'incisure ptérygoïdienne et limite la fosse ptérygoïde en V ouvert vers l'arrière.
Dans leur moitié inférieure les deux lames divergent de chaque côté de l'incisure ptérygoïde. Celle-ci est comblée par le processus pyramidal de l'os palatin.
La surface antérieure du processus ptérygoïdien est large et triangulaire près de sa racine, où elle forme la paroi postérieure de la fosse infratemporale.

### Lame médiale du processus ptérygoïde
La lame médiale du processus ptérygoïde (ou aile interne de l’apophyse ptérygoïde) est plus étroite et plus longue que la lame latérale. Son orientation est sagittale.
A l'extrémité supérieure de la face médiale, la lame se prolonge sur la surface inférieure du corps du sphénoïde par une lame osseuse mince : le processus vaginal. 
Le bord médial du processus vaginal limite avec le corps du sphénoïde le sillon voméro-vaginal. Il s'articule à l'avant avec le processus sphénoïdal de l'os palatin et avec l'aile du vomer. Il forme avec ces deux os le canal voméro-vaginal. 
La surface inférieure du processus vaginal est creusé d'un sillon (le sillon palato-vaginal ou gouttière ptérygo-palatine), qui est fermé par le processus sphénoïdal de l'os palatin sous forme d'un canal (le canal palato-vaginal) laissant le passage à l'artère pharyngienne supérieure (ou artère ptérygo-palatine) branche de l'artère maxillaire interne et au rameau pharyngien du ganglion ptérygopalatin.
Sa partie inférieure se recourbe latéralement en forme de crochet formant l'hamulus ptérygoïdien sur lequel glisse le tendon du muscle tenseur du voile du palais et un point d'insertion du raphé ptérygomandibulaire.
La face médiale s'articule à l'avant avec la lame perpendiculaire de l'os palatin et sa partie postérieure fait partie des fosses nasales.
La face latérale de cette lame fait partie de la fosse ptérygoïde, la face médiale constitue la limite latérale de la choane ou ouverture postérieure de la cavité nasale. Il s'y insère le muscle tenseur du voile du palais et le muscle ptérygoïdien médial.
Le bord postérieur de la lame médiale donne insertion au fascia pharyngobasilaire et dans son tiers inférieur au muscle constricteur supérieur du pharynx. Une échancrure permet le passage du tube auditif.

### Lame latérale du processus ptérygoïde
La lame latérale du processus ptérygoïde (ou aile externe de l’apophyse ptérygoïde) est large, orientée en dehors et en arrière.
Son bord antérieur est uni en haut avec le bord antérieur de la lame médiale et séparé de celui ci en bas par l'incisure ptérygoïde. Il limite la fissure ptérygomaxillaire et forme le fond postérieur de la fosse infratemporale.
Son bord postérieur est libre. En sa partie moyenne se trouve une saillie aigüe : le processus ptérygo-épineux, qui est un point d'insertion du ligament ptérygo-épineux. L'aponévrose interptérygoïdienne s’insère sur toute la hauteur de ce bord.
Sa face latérale appartient à la fosse infratemporale et donne insertion au chef inférieur du muscle ptérygoïdien latéral.
Sa face médiale forme la paroi latérale de la fosse ptérygoïde et donne insertion au muscle ptérygoïdien médial.

## Aspect clinique
Les fractures de l'une ou l'autre des lames sont utilisées comme critères en médecine clinique pour la classification des fractures de Le Fort lors traumatismes impliquant les os sphénoïde et maxillaire.

## Anatomie comparée
Chez de nombreux animaux, les processus ptérygoïdes sont des os distincts appelés os ptérygoïde.